# Trevélez
Trevélez je vesnice v provincii Granada, v západní části historického regionu Alpujarras v autonomním společenství Andalusie v jižním Španělsku. Žije zde 703 obyvatel. Vsí protéká řeka Trevélez.
Severně od obce se nacházejí dvě ze tří nejvyšších hor v pevninském Španělsku (v pohoří Sierra Nevada), Mulhacén (3480 m) a Alcazaba (3371 m).
I přesto, že Trevélez leží v nadmořské výšce 1486 metrů, není nejvýše položenou obcí ve Španělsku. Toto prvenství náleží vesnici Valdelinares v Sierra de Gúdar v provincii Teruel. Trevélez leží na soutoku řeky Río Trevélez a menší říčky, na jihozápad od Mulhacénu, nejvyššího vrcholku pohoří Sierra Nevada. Vesnice se dělí na tři části, a to na Barrios Bajo, Medio, Alto (dolní, prostřední a horní čtvrt), přičemž výškový rozdíl mezi horní a dolní čtvrtí je 200 metrů. Jediným přechodem přes řeku je Barrio Bajo, které je zároveň hlavním turistickým centrem. Barrios Medio a Alto jsou spíše v duchu původního alpujarraského stylu, i když turismus je samozřejmě důležitý pro celou vesnici. Nejbližší vesnicí na západ je Busquístar. Přes Bajo Barrio vede silnice, kterou se lze dostat na východ do Juviles a na jih do Torvizcón. Do Trevélez je možné se dostat i běžným autobusovým spojem. Ten spojuje vesnici jak s regionálními centry Lanjarón a Órgiva, tak s hlavním městem provincie, Granadou.
Trevélez je znám zejména kvalitními šunkami, které díky poloze vesnice a suchému klimatu mají ideální podmínky pro sušení a skladování. 
Trevélez v letních měsících slaví den "Virgen de Las Nieves" (Panny Marie Sněžné). V tento den odnášejí pannu na vrcholek Mulhacénu a probíhají oslavy. Lidé věří, že díky této tradici bude po další rok bezpečno v pohoří Sierra Nevada pro každého cestovatele.

## Fotogalerie

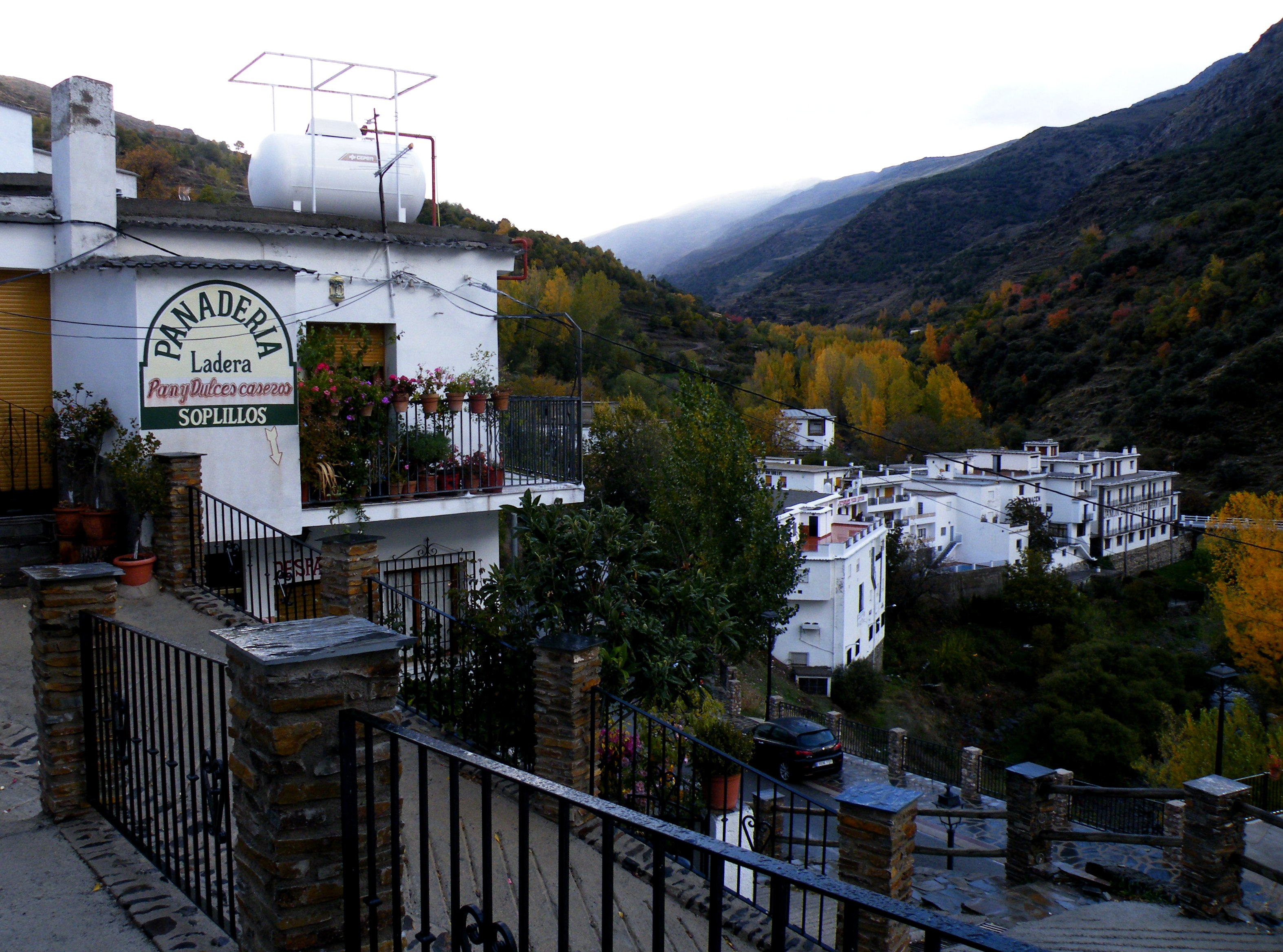
Terasové domky
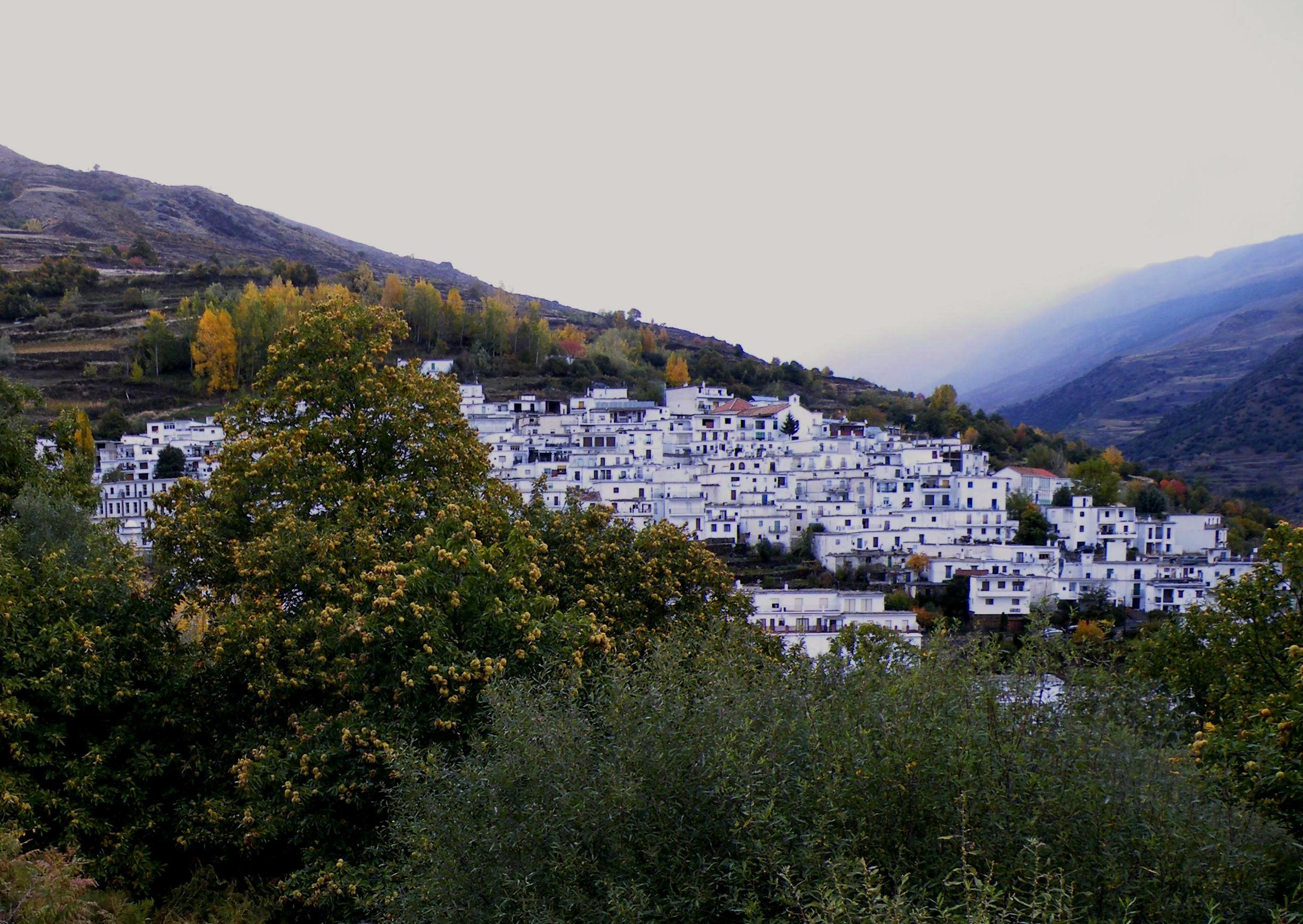
Západní pohled na Trevélez
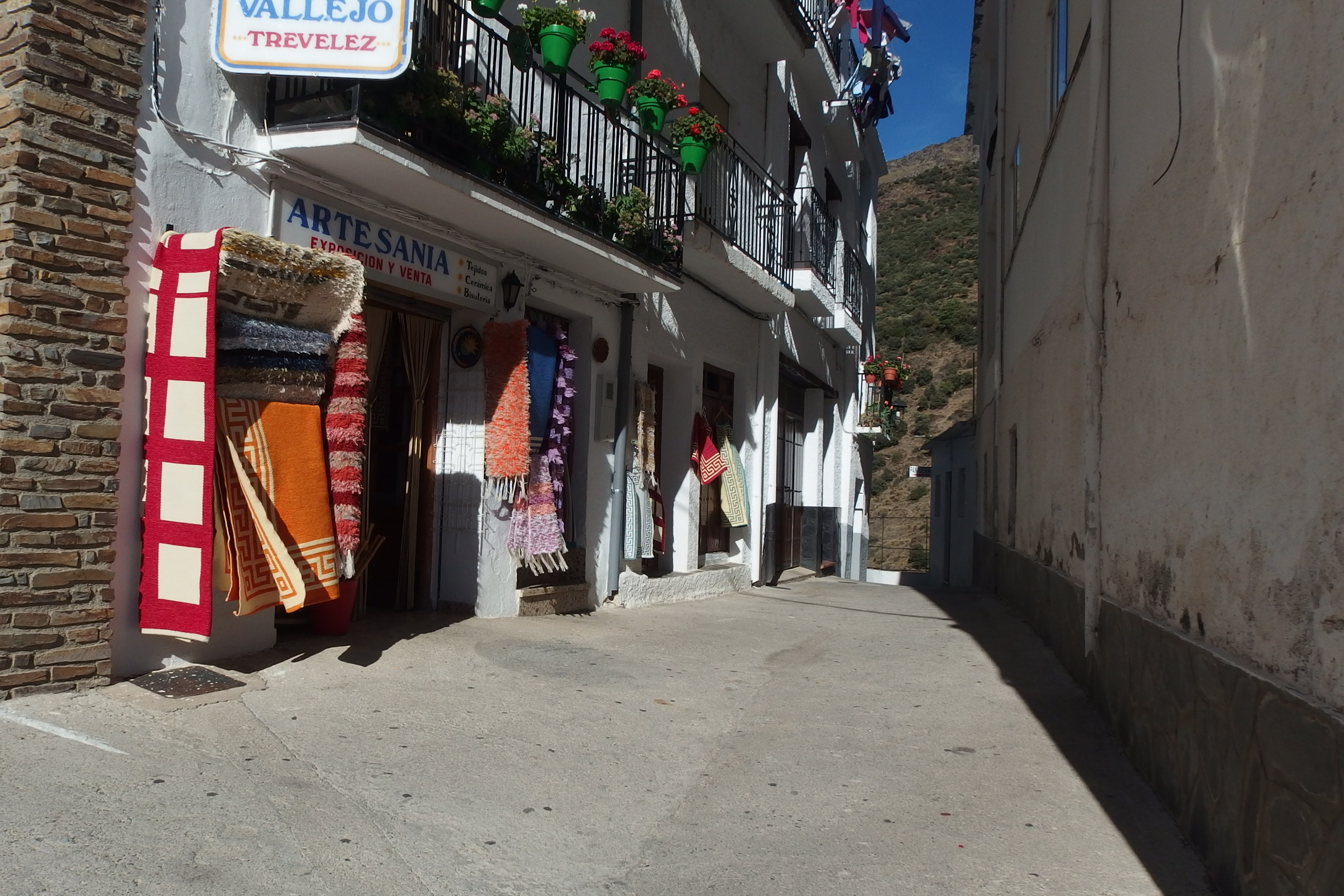
Obchody v Treveléz
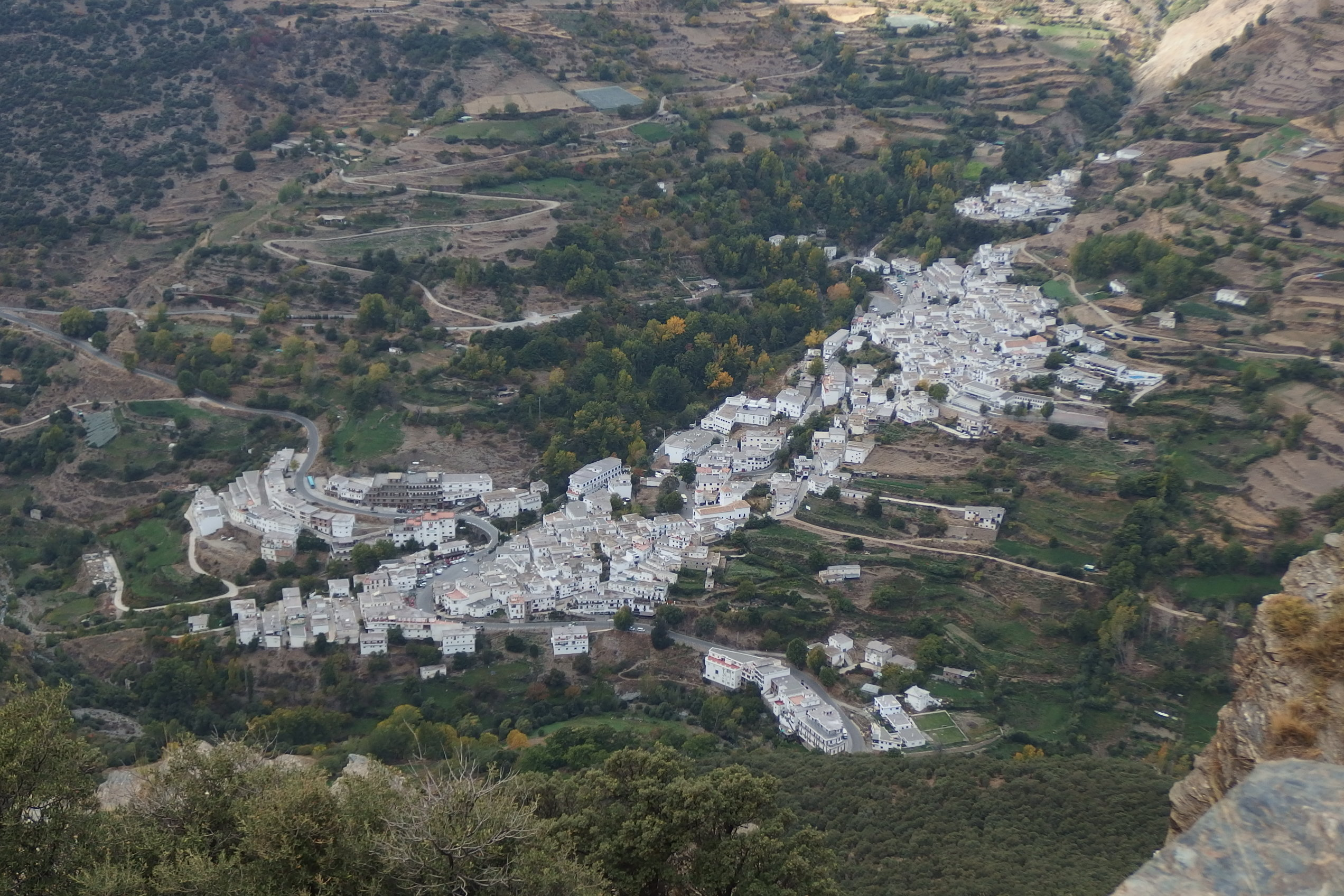
Treveléz z hory Peñabon
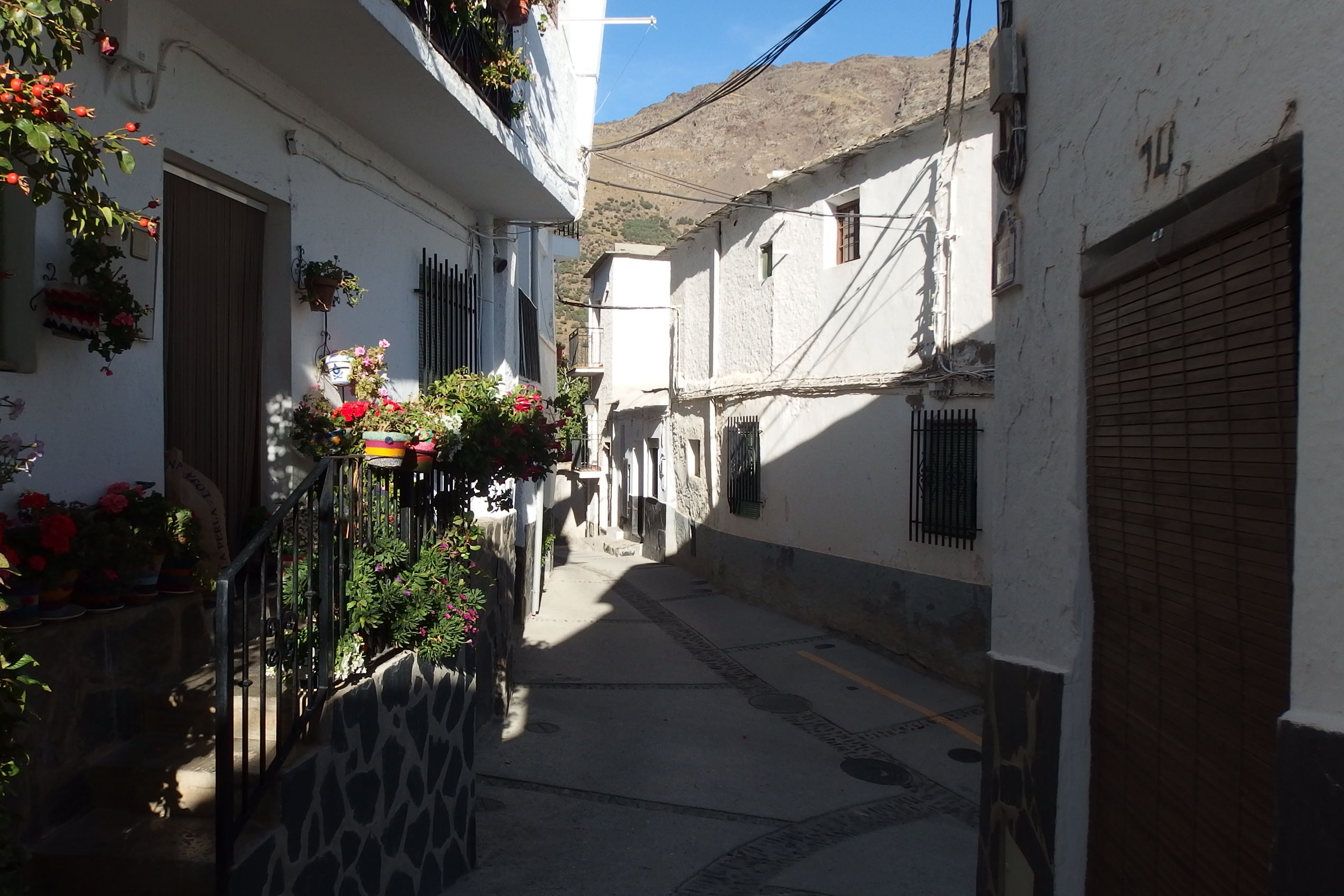
Jedna z ulic v Treveléz